# Dépendance de Ross
La dépendance de Ross, en anglais : Ross Dependency, est une région de l'Antarctique revendiquée par la Nouvelle-Zélande. Elle est définie comme le secteur compris entre les longitudes 160° E et 150 ° O, depuis la latitude 60° S jusqu'au pôle Sud. Elle constitue avec les Tokelau l'une des deux dépendances de la Nouvelle-Zélande.
Son nom est donné en hommage à James Clark Ross, qui a découvert la mer de Ross.

## Géographie
La dépendance de Ross est largement ouverte sur la mer de Ross et ne comprend qu'une petite partie du continent Antarctique, à savoir la terre Victoria à l'Ouest et la terre Marie Byrd à l'Est. Bien que couvrant des longitudes très larges, le secteur néo-zélandais est l'un des plus petits secteurs revendiqués sur l'Antarctique en superficie des terres émergées, presque aussi petit que la terre Adélie.
L'île de Ross, l'île Roosevelt, l'île Scott (10 à 80 habitants) et les îles Balleny sont situées à l'intérieur de la dépendance de Ross.

## Histoire
Le Royaume-Uni, qui désirait prendre le contrôle de l'Antarctique, approcha en 1920 la Nouvelle-Zélande, État autonome de l'Empire britannique pour lui proposer de prendre contrôle des terres de l'Antarctique situées entre 150°W et 150°E. En 1921, une réunion au Colonial Office réduit la limite orientale à 160°E, la portion ôtée étant attribuée à l'Australie, sans susciter de critique néo-zélandaise, son gouvernement n'étant guère enthousiaste à l'idée d'ajouter et d'administrer ce territoire. Le 3 août 1923, le Premier ministre William Massey présente à la Chambre des représentants un ordre en conseil signé le 30 juillet précédent qui assure à la Nouvelle-Zélande le contrôle de la zone (notamment le droit de délivrer des permis de pêche à la baleine). Il est voté sans opposition.
Comme les autres revendications territoriales sur l'Antarctique, celle de la Nouvelle-Zélande n'a jamais été officiellement reconnue par la communauté internationale et est actuellement suspendue par le traité sur l'Antarctique. Le gouverneur général de Nouvelle-Zélande est toujours officiellement gouverneur général de la dépendance de Ross.

## Stations de recherche
Les bases scientifiques Scott (Nouvelle-Zélande) et McMurdo (États-Unis) sont les seuls endroits occupés par 200 à 1 000 habitants de manière permanente sur le territoire (si on ne prend pas en compte la base Amundsen-Scott située au pôle Sud) et toutes deux sont situées sur l'île de Ross, qui comprend également Williams Field, une piste d'atterrissage utilisable tout au long de l'année. Deux autres pistes sont ouvertes dans la dépendance selon les conditions météorologiques, garantissant un accès aux avions ravitailleurs tout le long de l'année.
La Nouvelle-Zélande maintint une base d'été dans la région des vallées sèches de McMurdo de 1969 à 1995. Greenpeace utilisa de 1987 à 1992 sa propre base antarctique, World Park, sur l'île de Ross. Comme la base faisait partie d'une organisation non gouvernementale, la politique officielle des pays signataires du traité sur l'Antarctique était de ne pas lui fournir d'assistance.